# Гусинське водосховище
 Гусинське водосхо́вище — невелике руслове водосховище на річці Гусинка (ліва притока р. Великий Бурлук). Розташоване в Куп'янському районі Харківської області.
- Водосховище побудовано в 1992 по проекту інституту «Харківдіпроводгосп».
- Призначення — зрошення, риборозведення, рекреація.
- Вид регулювання — багаторічне.

## Основні параметри водосховища
- нормальний підпірний рівень — 116,8 м;
- форсований підпірний рівень — 117,6 м;
- рівень мертвого об'єму — 111,5 м;
- повний об'єм — 2,112 млн м³;
- корисний об'єм — 1,350 млн м³;
- площа дзеркала — 49,8 га;
- довжина — 2,35 км;
- середня ширина — 0,25 км;
- максимальні ширина — 0,35 км;
- середня глибина — 3,6 м;
- максимальна глибина — 8,0 м.

## Основні гідрологічні характеристики
- Площа водозбірного басейну — 39,1 км².
- Річний об'єм стоку 50% забезпеченості — * Паводковий стік 50% забезпеченості — * Максимальні витрати води 1% забезпеченості — 54,1 м3/с.

## Склад гідротехнічних споруд
- Глуха земляна гребля довжиною — 335 м, висотою — 12,0 м, шириною — 6,5 м. Закладення верхового укосу — 1:10, низового укосу — 1:2.
- Шахтний водоскид з ковшовим оголовком закритого типу.
- Водовідвідна труба чотирьохвічкова із збірного залізобетону діаметром 1,4 м, довжиною — 55 м. Розрахункова витрата — 42,5 м³/с.
- Донний водоспуск із збірних залізобетонних труб діаметром 800 мм. Розрахункова витрата — 2,3 м³/с.

## Використання водосховища
Гусинське водосховище побудоване як джерело зрошення в комплексі міжгосподарської зрошувальної системи в колгоспі ім. Ватутіна площею 494 га та Вишнівського птахорадгоспу площею 124 га.
На даний час використовується для риборозведення ПП «Коньшин».
Гребля водосховища знаходиться на балансі Харківського Облводгоспу.